# アメリカ合衆国国立史跡

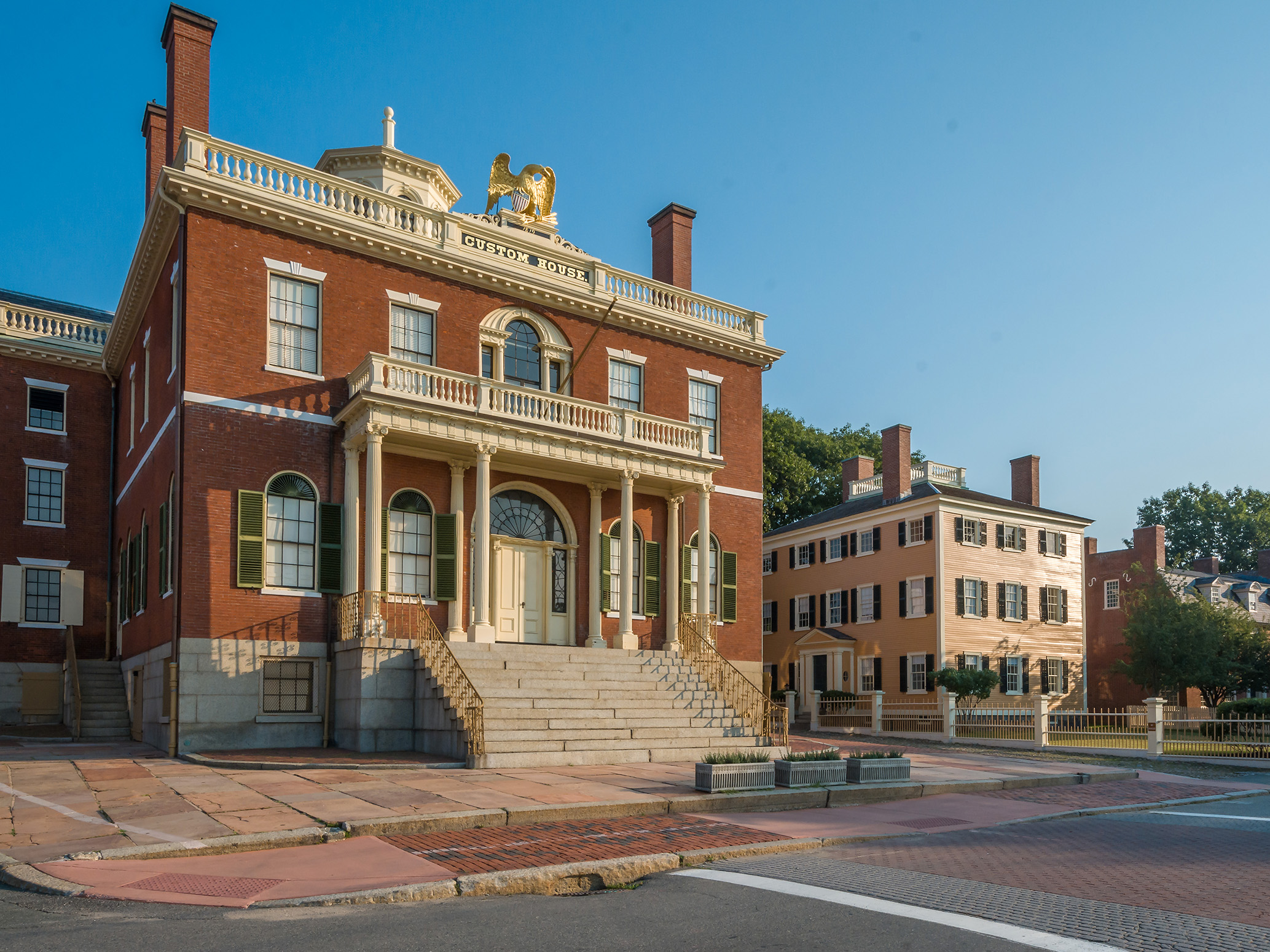
マサチューセッツ州セイラム海洋国定史跡で（税関建物）。

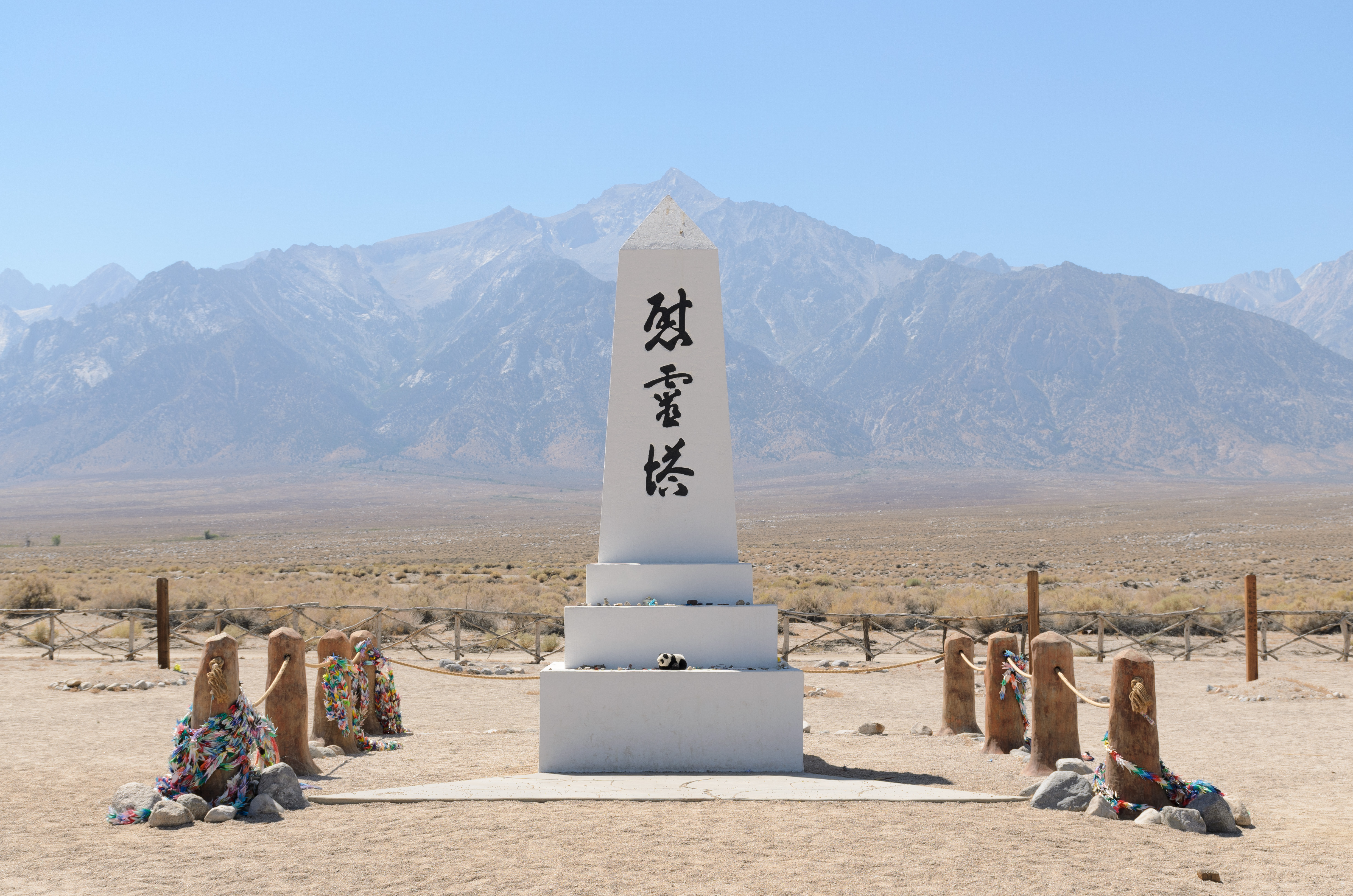
カリフォルニア州マンザナー強制収容所跡。

アメリカ合衆国国立史跡（あめりかがっしゅうこくこくりつしせき、英語: National Historic Sites of the United States）はアメリカ合衆国政府が指定した自国の重要な史跡または遺跡である。また、アメリカ合衆国国立歴史公園（英語: National Historic Park）は通常ひとつまたは複数の国立史跡を含む場所を公園としたものである。双方ともアメリカ合衆国国立公園局が管理している。
2015年現在、国立史跡も国立歴史公園もすべてアメリカ合衆国国家歴史登録財に登録されていて、そのうち重要なものはアメリカ合衆国国定歴史建造物となっている。
1966年10月15日の時点で、NHPおよびNHSを含む、NPS内のすべての歴史的地域は、国家歴史登録財（NRHP）に自動的にリストされる。また、約90,000のNRHPサイトがあり、その大部分はNPSによって所有も管理もされていない。これらのうち、約2,500が国定歴史建造物（NHL）サイトとして最高のステータスに指定されている。

## アメリカ合衆国国立史跡
アメリカ合衆国国立史跡は連邦政府が所有する土地に設立されている。1937年の国立史跡法に起源があり、始めはアメリカ合衆国内務長官がいくつかを指定していた。1937年にマサチューセッツ州セイラム）が初めて正式に国立史跡に指定された。.
2015年現在、国定史跡は90ある。

## アメリカ合衆国国立歴史公園

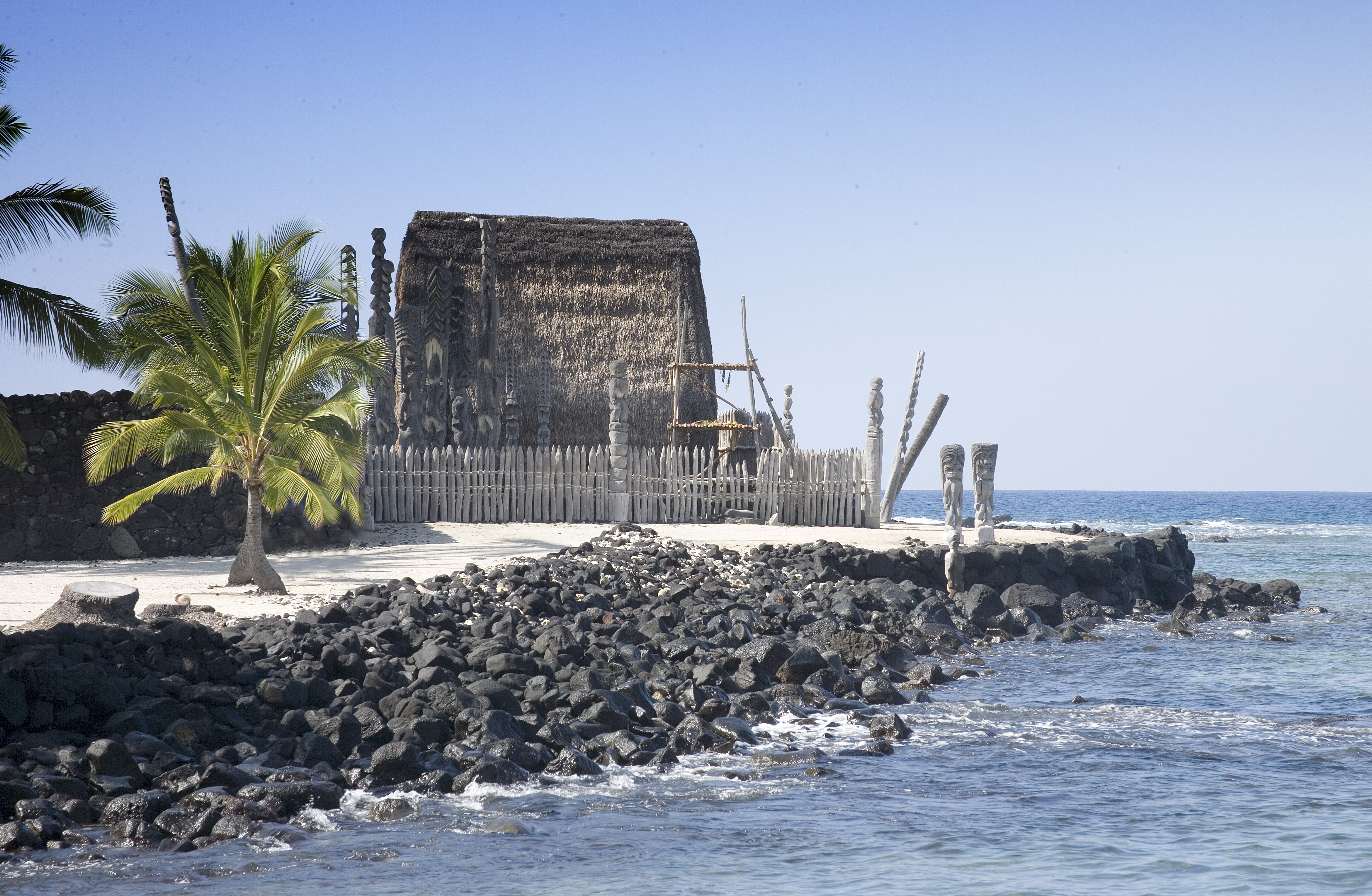
プウホヌア・オ・ホナウナウ国立歴史公園 (ハワイ州)

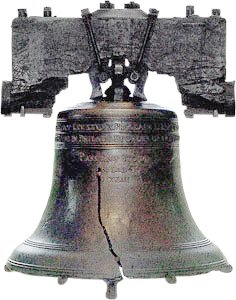
独立記念国立歴史公園（ペンシルベニア州）にある「自由の鐘」

アメリカ合衆国国立歴史公園は、国立史跡を含む場所を公園として公開しているものである。 
2015年現在、国立歴史公園は50ある。

## 参照項目
- アメリカ合衆国国定歴史建造物
- アメリカ合衆国国家歴史登録財
- カナダ国定史跡
- 日本の（国定および地方公共団体指定）史跡